# Rizwan Abbasi
Rizwan Abbasi, auch Riz Abbasi (geb. vor 1995 in Gorbals, Glasgow) ist ein schottischer Schauspieler.

## Leben
Rizwan Abbasi, Sohn indischstämmiger Eltern, wuchs in Glasgow, Schottland, auf. Dort besuchte er die Woodside Secondary School. Als er und seine Geschwister jung waren, verließ der Vater die Familie. Früh war Abbasi dazu gezwungen, selbst Geld zu verdienen. So trug er die The Evening Times aus und sammelte Ingwerflaschen für Geld.
Er verließ die Schule ohne Abschluss und wollte der Royal Navy beitreten. Stattdessen arbeitete er jedes Wochenende in einem Bekleidungsgeschäft im Islington Market in Edinburgh. Nach dieser Zeit in Edinburgh zog er nach London und schrieb sich 1989 an einer führenden Dramaschule, der Drama Centre London, ein. Bald darauf lancierte er sich als Künstleragent.
Seine erste Rolle in einer Fernsehserie hatte er bei Die Abenteuer des jungen Indiana Jones in der Doppelfolge Indiana Jones und der Diamant im Pfauenauge (Young Indiana Jones and the Treasure of the Peacock’s Eye). Abbasi spielte danach die Rolle des Kevin in der britischen Mystery-Krimiserie Silent Witness an der Seite von Amanda Burton.
Weiterhin hatte er eine Rolle im Bühnenstück Diomidies am Londoner Royal National Theatre und 1998 in William Shakespeares Viel Lärm um nichts (engl. Much Ado about Nothing) am Brooklyn Academy of Music Majestic Theatre in New York.
Des Weiteren spielte er in der BBC-Scotland-Soap River City.
Im Kinofilm Domino hatte Abbasis seine erste größere Nebenrolle.

## Filmografie
- 1995: Brothers in Trouble
- 1996: Hamlet
- 1996: Der Schlaf der Gerechtigkeit (The Innocent Sleep)
- 1997: Silent Witness (Fernsehserie, 1 Folge)
- 2005: Domino